# Евгени Танчев
Евгени Петров Танчев е български юрист, професор по Конституционно право. Заема поста председател на Конституционния съд на Република България за периода 16 ноември 2009 – 15 ноември 2012 г. От септември 2016 г. той е адвокат в Съда на Европейския съюз със седалище в Люксембург.

## Биография
Евгени Танчев е роден на 21 август 1952 г. в София. Син е на Петър Танчев, секретар (председател) на БЗНС (казионен) която партия е съюзник на БКП в комунистическа България. След като завършва право, остава в Софийския университет и започва научна кариера. Преподава там вече повече от 35 години и изминава всички стъпала в катедрата по конституционно право, която сега оглавява. На 38 години става един от най-младите професори в Юридическия факултет и в Софийския университет изобщо. Характерно за него е, че не обича публичните изяви и няма политически амбиции.
Участва като експерт по Конституционно право, при съставянето на Демократичната Българска Конституция. Съавтор е на един от проектите за основен закон след демократичните промени в България. Преподавал е в Американския Католически университет във Вашингтон и в Щатския университет на Вирджиния в Шарлотсвил. Специализира в САЩ, Белгия, Великобритания, Швейцария, Италия, Белгия и Англия.
Има над 80 публикации в научния печат в България, в Европа и Америка. Член е на Американската асоциация на адвокатите, на бордовете на Международната комисия на юристите, на асоциациите по философия на правото и по конституционно право, на Българо-американската научна асоциация. По искане на международни организации е давал становища за конституциите на Латвия, Албания и Таджикистан. Участвал е в съставянето на Конституцията на Азербейджан. Освен в СУ „Св. Климент Охридски“ преподава в НБУ, щатен преподавател е по Конституционно право в Юридическия факултет при УНСС.
От септември 2016 г. той е генерален адвокат в Съда на Европейския съюз със седалище в Люксембург. Генералните адвокати на Съда на ЕС се назначават по общо съгласие от правителствата на държавите членки за срок от 6 години. Те се избират измежду личности, които представят всички гаранции за независимост и които отговарят на всички условия, изисквани в техните съответни държави за заемане на най-висшите съдебни длъжности, или които са юристи с призната компетентност.

## Семейство
Женен е за Елвира Танчева, която също е юрист, и е правнучка на Александър Стамболийски. Имат две дъщери – Милена и Петра.